# Spalacopsis macra
Spalacopsis macra är en skalbaggsart som beskrevs av Tyson 1973. Spalacopsis macra ingår i släktet Spalacopsis och familjen långhorningar. Inga underarter finns listade i Catalogue of Life.